# Abeleové z Lilienberka
Abeleové z Lilienberka (německy: Abele von und zu Lilienberg) též Abelové z Lilienberka jsou starý rakousko-německý šlechtický rod původem z Breisgau, který působil i v Čechách.

## Nabytí šlechtického stavu
Říšské šlechtictví jim bylo propůjčeno prvně 5. srpna 1495, potvrzeno 12. prosince 1547 a opět 12. června 1637. Do stavu rytířského byl rod Abeleů z Lilienberka povýšen dne 30. května 1643 a do stavu svobodných pánů dne 4. srpna 1708. Původně rakouský rod přesídlil v průběhu 17. a 18. století do rakouských zemí a do Uher.

## Erb
Štít čtvrcený, jehož první a čtvrté pole je šachované, v druhém a třetím, napříč rozděleném barvou modrou a stříbrem, je jednohlavá orlice hledící ke středu štítu, štítek střední nese heraldickou lilii.

## Významní příslušníci rodu
- Matyáš Abele z Lilienberka (německy: Matthias Abele von und zu Lilienberg, 1616/1618 – 1677), právník a spisovatel, autor právnických a historických spisů
- Kryštof Ignác Abele z Lilienberka (německy: Christoph Ignaz Abele von und zu Lilienberg, 1628–1685), právník a dvorský úředník
- František Abele z Lilienberka (1766–1861), c. k. podmaršálek
- František Abele z Lilienberka (1818–1880), c. k. generálmajor, vyznamenal se r. 1864 ve šlesvicko-holštýnské válce
- Albert Abele z Lilienberka (1857–1927), c. k. podmaršálek